# トルステンソン戦争
トルステンソン戦争（トルステンソンせんそう、Torstenson-krigen）は、1643年から1645年にかけて行われたスウェーデンとデンマークとの戦争である。三十年戦争中の局地戦であるため正確な呼称はないが、デンマークはトルステンソン戦争と呼称している。スウェーデン軍の指揮を執った将軍レンナート・トルステンソンの名に由来する。また、トルステンソンの電撃的な侵攻作戦を第二次ポエニ戦争のハンニバルになぞらえて、ハンニバル戦争とも呼ぶ。

## 背景
この戦争は、当時ドイツ・神聖ローマ帝国で起きていた三十年戦争と関連性があった。デンマークは、ドイツにおいて国王クリスチャン4世がデンマーク戦争を引き起こしたが、皇帝軍に敗北を喫している（リューベックの和約）。その後、グスタフ・アドルフのもとでスウェーデンが三十年戦争で成功を収めると、クリスチャン4世は危機感を抱くようになった。1632年にグスタフ・アドルフが戦死すると、クリスチャン4世は北欧における優位を取り戻そうと画策を行うが、全て失敗した。
デンマークの対スウェーデン政策は煮え切らないものであった。そのためこの戦争の真の意味とは、スウェーデンによるデンマークへの牽制であった。またスウェーデンは、後期三十年戦争の成功により北ドイツに拠点を持っていた。そしてオランダとも同盟関係にあった。三十年戦争において優勢に立ったスウェーデンが、それまでの対デンマーク関係を解消しようとするのは明白であった。1643年、スウェーデン側から宣戦布告がなされた。

## 奇妙な戦争
しかし戦争は、「奇妙な戦争」から始まった。宣戦布告を行ったにもかかわらず、スウェーデンは一向に攻めてくる気配が無かった。クリスチャン4世は全く油断していた。スウェーデン軍は、ボヘミアにいたのである。スウェーデン軍の指揮を執るトルステンソンは北上し、デンマーク国境に迫ったのは、その年の12月であった。デンマーク軍は戦争準備を行っていなかった。トルステンソンのスウェーデン軍は、翌年の1月には戦闘らしい戦闘もないままユトランド半島を制圧してしまった。この時、グスタフ・ホルン将軍も戦線に復帰し、スコーネを占領した。しかし陸戦はここで終了した。

## 艦隊戦
デンマークの切り札は海軍であった。また首都もユトランド半島ではなく、スカンディナヴィア半島南端スコーネ地方との中間にあるシェラン島にあった。戦争の主要な戦闘は、艦隊戦へと移っていく。
国王クリスチャン4世は自ら海軍の指揮を執り、海戦で負傷するも勇気を示した。しかしスウェーデン艦隊も善戦する。トルステンソンは、スペイン艦隊を破ったオランダ艦隊に期待をかけ、オランダを戦争に引きずり込んだ。だがデンマーク艦隊もひるまなかった。クリスチャン4世は自ら軍艦に乗って直接指揮を執り、オランダ艦隊の援軍とスウェーデン艦隊の侵攻を阻止し、艦隊戦においては、その初期はオランダ・スウェーデン両艦隊に対して優位を勝ち得ていた。
その後の海戦は、主にドイツ側のシュレースヴィヒ＝ホルシュタイン公国の首府キール沿岸、キール湾で行われる事となった。スウェーデン艦隊はキール湾でデンマーク艦隊に封鎖された。海戦は一進一退であったが、最終的にスウェーデン艦隊が脱出に成功し、1644年9月末にはフェーマルン島とロラン島のあいだで繰り広げられた艦隊戦において、デンマーク艦隊はスウェーデン・オランダ連合海軍により全滅させられたため、デンマークの軍事力は大きく削がれ、長期戦に耐える事が不可能となった。ここでスウェーデンの成功に慌てふためいた神聖ローマ皇帝軍がデンマークを救うためにユトランド半島に侵攻したが、トルステンソン将軍に撃退された。皇帝軍の総司令官は皇帝フェルディナント3世の弟レオポルト・ヴィルヘルム大公であったが、この敗戦の後に辞職を余儀なくされた。この艦隊戦でのデンマーク軍の敗退は、戦争の行方を決定付ける事となった。

## 終結
1644年9月にフランス王国とオランダが調停に乗り出し、翌1645年2月にブレムセブルー条約（ブロムセブロー条約）が結ばれた。結果はデンマークのスウェーデンへの屈服であった。デンマークはこれを境に大国から転落していった。
スウェーデンは、この戦争の勝利によってバルト海制覇を成し遂げることに成功した。後顧の憂いが無くなったスウェーデンは、再び三十年戦争に本腰を入れるのである。

## 関連文献
- 武田龍夫『物語 北欧の歴史 - モデル国家の生成』 中央公論新社〈中公新書 1131〉、1993年5月。ISBN 978-4-12-101131-2。
- 武田龍夫『物語 スウェーデン史 - バルト大国を彩った国王、女王たち』 新評論、2003年10月。ISBN 978-4-7948-0612-3。
- 『北欧史』 百瀬宏、熊野聰、村井誠人編、山川出版社〈新版世界各国史 21〉、1998年8月、新版。ISBN 978-4-634-41510-2。